# Obertonchor Düsseldorf
Der Obertonchor Düsseldorf ist der erste und vermutlich bekannteste Obertonchor in Deutschland.
Christian Bollmann gründete den Chor im September 1985. Anlass war die Konzertproduktion „Neue Meditative Musik“, die der Chor in Düsseldorf zusammen mit dem Roberto Laneris Memory Rainbow Ensemble bestritt. Aufgrund der großen Resonanz erarbeitete der Chor ein erstes Programm mit Kompositionen von Roberto Laneri und Christian Bollmann. Dies stellte er auf einer Konzerttournee durch Deutschland in 16 Kirchen und Museen vor.
1987 folgten Einladungen auf den Deutschen Evangelischen Kirchentag in Frankfurt und zu den Europäischen Chortagen (Passau). 1988 war der Chor mit Rüdiger Oppermanns Klangwelten Festival auf Deutschland-Tournee. 1995 wurde der Zyklus Con-Sequenzen auf dem Festival zum European Symposium on Choral Music in Ljubljana uraufgeführt. Weitere Festivalauftritte absolvierte der Chor auf Lanzarote und in Innsbruck.
Der Chor besteht aus neun Sängerinnen (vier Sopranistinnen und fünf Altistinnen) und acht Sängern (vier Tenöre, vier Bassisten), die alle im Obertongesang geübt sind.
Die Konzerte und CD-Produktionen des Chors sind z. T. sehr erfolgreich. Der Chor trägt heute im Wesentlichen von Bollmann und Anita Holtmann komponierte, neue meditative Chormusik mit einem Spektrum vom Obertongesang europäischer und mongolischer Prägung über Minimal Music, bulgarische Vokaltechniken und tibetische sowie Sufi-Gesangsrituale bis zu byzantinischen Gesängen vor.

## Diskografie (Auswahl)
- Healing Buddha Oratory – A Lovesong for Tibet (2008)
- POW! Stimmenzyklus und Chöre zu Antigone (Lichthaus 2003)
- Healing Songs (Lichthaus 2000)
- Abwun – The Prayer of Jesus (Lichthaus 1997)
- Klangräume (Network, 1995)
- Voice – Joachim Ernst Berendt Presents: Stimmen, Stimmen (Jaro; Kompilation enthält auch andere Chöre)
- Spirit Come (Network/Zweitausendeins 1991)
- Rise my Soul (Network/Zweitausendeins 1988)